# Єшкілєв Володимир Львович

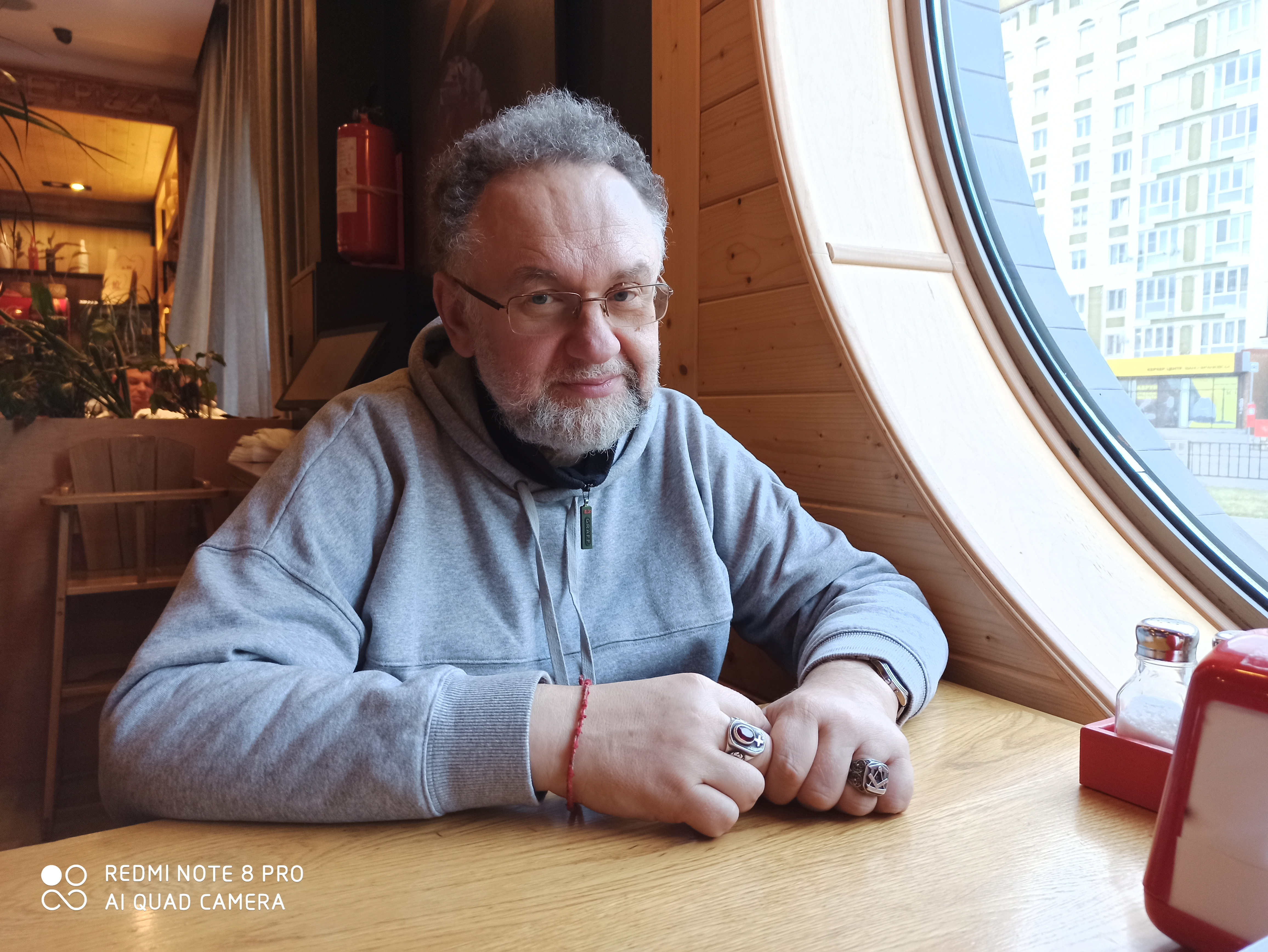
Єшкілєв Володимир Львович

Єшкілєв Володимир Львович (нар. 23 травня 1965, Івано-Франківськ) — український прозаїк, есеїст, кінодраматург, сценарист.

## Життєпис
Народився 23 травня 1965 р. в Івано-Франківську, Українська РСР.
Закінчив історичний факультет Івано-Франківського державного педагогічного інституту ім. В. Стефаника (тепер— Прикарпатський університет імені Василя Стефаника) (1988). У 1988—1998 рр. працював учителем історії і правознавства (в івано-франківських середніх школах № 18 і № 12) та викладачем (з 2001 р.— старшим викладачем, з 2004 до 2011 рр.— на посаді доцента) Західно-українського економіко-правничого університету. Літературну діяльність розпочав у 1987 р. Автор 15 романів написаних у різних жанрах та напрямках. З 2018 р. активно займається кінодраматургією. Член Асоціації українських письменників (з 1997 р.), Національної спілки письменників України (з 2012 р.). Живе в Івано-Франківську. Одружений.

## Творчість
Літературну діяльність розпочав у 1987 р. Не належить до жодної літературної школи, виробив власний прозовий стиль, метафоричний, насичений змістовими парадоксами та спрямований на інтертекстуальну гру з читачем. Автор 15 романів написаних у різних жанрах та напрямках. Його романний кейс можна умовно розділити на чотири магістралі: історичну, фантастичну, артгаузну та конспірологічну. Першим романом був Адепт (у співавторстві з О.Гуцуляком), найновіший — «Патерн», вийшов друком у 2021 р. Роман «Втеча майстра Пінзеля» (2007) отримав диплом IX Всеукраїнського рейтингу Книжка року в номінації «За найкращий видавничий проект — 2007» та зайняв перше місце в Топ-10 книг за версією журналу «Афіша» (2008), роман «Богиня і Консультант» (2009 р.) був нагороджений Міжнародною літературною премією «Портал», а роман «Каїн» здобув перше місце у рейтингу «Книжка року-2020» у номінації «Жанрова література».
Автор культурологічного терміну Станіславський феномен, що описує появу в Івано-Франківську на початку 90-их років групи письменників та художників, зорієнтованих на цінності дискурсу Постмодернізму. Визначив цей феномен як поєднання трьох соціально-культурних форматів: «настрою», «повідомлення» та «канону». Видавав нерегулярний часопис «Плерома». Автор ідеї та упорядник № 1-2, 1996 та № 3, 1998, у якому була вміщена Мала українська енциклопедія актуальної літератури «Повернення деміургів».
У 2002 році упорядкував 26-те число культурологічного часопису Ї.
Володимир Єшкілєв цікавиться культурою, історією та релігійними вченнями країн Сходу. Відвідав сакральні центри Індії, Ірану, Тибету, Непалу,Близького Сходу та Південного Кавказу. Свої мандри описує у тревел-блогах. Подорожні записки 2007 р. увійшли до книжки «Тибет», виданої у Лілея-НВ.
Також є автором колонок у: https://matrix-info.com/; https://report.if.ua/ [Архівовано 7 серпня 2021 у Wayback Machine.]; Збруч (газета); https://gk-press.if.ua/ [Архівовано 8 вересня 2021 у Wayback Machine.]; https://firtka.if.ua/ [Архівовано 7 серпня 2021 у Wayback Machine.]; https://kurs.if.ua/ [Архівовано 25 січня 2020 у Wayback Machine.]; Zaxid.net тощо.
У 2011—2014 рр. був куратором проекту «Карпатська Мантикора». В межах проекту було проведено три Міжнародні літературні фестивалі «Карпатська Мантикора» та видано два числа часопису «Мантикора» присвячених актуальним проблемам української фантастики, фентезі та альтернативної історії. Під час фестивалів проводився конкурс «Золота мантикора» на найкраще оповідання у напрямі метареалізму.
З 2018 р. активно займається кінодраматургією.
У 2019 р. кіностудія «Ukrainian West Film» зняла повнометражний хужожній кінофільм — конспірологічний трилер «Pattern» за п'єсою Володимира Єшкілєва «Impudicus». Автор зіграв у фільмі одну із головних ролей — політтехнолога — Августина Бавловського. Фільм планується до виходу на екрани навесні 2022 р.

### Романи
- Єшкілєв В. Л.; Гуцуляк О. Б. Адепт, або Свідоцтво Олексія Склавина про сходження до Трьох Імен: роман знаків. Івано-Франківськ: Лілея-НВ, 1997. — 180 с. ISBN 966-7263-04-5.
- Єшкілєв В. Л. Пафос (роман). Львів: Кальварія, 2002. — 208 с. ISBN 966-663-061-3.
- Єшкілєв В. Л. Імператор повені: роман. Львів: ЛА «Піраміда», 2004. — 200 с. з іл. ISBN 966-8522-21-4.
- Єшкілєв В. Л. Втеча майстра Пінзеля: роман. Київ: Грані-Т, 2007. — 192 с. ISBN 978-966-465-009-7.
- Єшкілєв В. Л. Богиня і Консультант: роман. Харків: КСД, 2009. — 320 с., іл. ISBN 978-966-14-0280-4.
- Єшкілєв В. Л. Побачити Алькор: роман. Харків: Фоліо, 2011. — 315 с. ISBN 978-966-03-5603-0.
- Єшкілєв В. Л. Тінь попередника: роман. Київ: Ярославів Вал, 2011. — 393 с. — Перша книга трилогії «Фаренго». ISBN 978-617-605-009-4.
- Єшкілєв В. Л. Гніздо: роман. Київ: Ярославів Вал, 2013. — 448 с., іл. — Друга книга трилогії «Фаренго». ISBN 978-617-605-036-0.
- Єшкілєв В. Л. Гойдалка: роман. Івано-Франківськ: Лілея — НВ, 2017. — 432 с. — Третя книга трилогії «Фаренго». ISBN 978-966-668-417-5.
- Єшкілєв В. Л. Усі кути трикутника: Апокриф мандрів Григорія Сковороди:  роман. Київ: ВЦ «Академія», 2012. — 248 с. ISBN 978-966-580-382-9.
- Єшкілєв В. Л. Єшкілєв В. Л. Шлях Богомола. Імператор повені: романи. Харків: Фоліо, 2014. — 411 с. ISBN 978-966-03-6885-9.
- Єшкілєв В. Л. Ефект Ярковського. Те, котре — холод, те — яке смерть…: роман. Харків: Фоліо, 2015. — 282 с. Перша частина трилогії «Ефект Ярковського». ISBN 978-966-03-7362-4.
- Єшкілєв В. Л. Унія: роман. Харків: Фоліо, 2019. — 620 с., іл. — Перша частина трилогії «Прокляті Гетьмани». ISBN 978-966-03-8671-6.
- Єшкілєв В. Л. Каїн: роман про гетьмана Павла Тетерю-Мошковського та його добу. Харків: Фоліо, 2020. — 614 с., іл. Друга частина трилогії «Прокляті гетьмани». ISBN 978-966-03-9232-8.
- Єшкілєв В. Л. Малх: роман. Харків: Фоліо, 2021. — 509 с., іл. — Третя частина трилогії «Прокляті Гетьмани». ISBN 978-966-03-8670-9
- Єшкілєв В. Л. Патерн. Роман. Харків: ВД Фабула, 2021. — 208 с. ISBN 978-617-522-000-9.

### Збірки прози
- Єшкілєв В. Л. Візантійська фотографія. Проза. Львів: В-во «СПОЛОМ», 2002. — 128 с. ISBN 966-665-023-1.
- Єшкілєв В. Л. Інше гроно проникнень і свідчень. Івано-Франківськ: Лілея — НВ, 2006. — 128 с. ISBN 966-668-129-3.
- Єшкілєв В. Л. Ідеальна У. Івано-Франківськ: Видавець Третяк І., 2007. — 164 с. ISBN 978-966-8207-92-1.
- Єшкілєв В. Л. Мандри Солтиса та інші історії. Івано-Франківськ: Мантикора, 2014. — 104 с. ISBN 978-966-97439-2-3.
- Єшкілєв В. Л. Тибет. Івано-Франківськ: Лілея — НВ, 2016. — 96 с. ISBN 978-966-668-377-2.
- Єшкілєв В. Л. Місто термітів. Харків: Вид-во «Ранок»: «Фабула», 2016. — 352 с. ISBN 978-617-09-2928-0.

### Авторські проекти
- «Плерома». Часопис філософії візуального мистецтва, теорії мистецтвознавства та культурології № 1-2, 1996.
- «Плерома» № 3, 1998. Повернення деміургів. Мала українська енциклопедія актуальної літератури (МУЕАЛ), Івано-Франківськ: «Лілея НВ», 1998. ISBN 966-7263-22-3.
- Метафізика Карпат. Івано-Франківська область / [тексти: В. Єшкілєв, О. Головенський, І. Бондарев ; відп. ред. В. Головенський]. — Івано-Франківськ: Цинамоновий Хрущ, 2010—107 c. : іл., карти[26][27].
- Мантикора (літо-осінь 2011 р.): Альманах матеріалістичної літератури. Шеф-редактори проекту В. Л. Єшкілєв і Н. В. Щерба. — Кварт, — Львів, 2011. — 420 с. ISBN 978-966-87 92-70-0.
- Мантикора (2013 р.): Альманах матеріалістичної літератури. Шеф-редактори проекту В. Л. Єшкілєв і Н. В. Щерба. — Кварт, — Львів, 2013. — 250 с.

### Кінодраматургія та драматургія
Кіносценарій повнометражного художнього фільму — конспірологічного трилеру «Pattern» (у співавторстві з Тарасом Бенюком) — 2019 р. Тоді ж, у 2019 р. кіностудія «Ukrainian West Film» зняла фільм за цим сценарієм. Фільм планується до виходу на екрани восени 2020 р..

## Інтерв'ю
- Червінська Ірина. "Володимир Єшкілєв: «Я не лише вірю в Бога, але і в те, що його присутність зараз у світовій історії є повною і беззаперечною» [Архівовано 22 серпня 2017 у Wayback Machine.].
- Вінничук Наталя. "Володимир Єшкілєв: «До світу я ставлюся, як гурман до добре накритого столу» [Архівовано 7 серпня 2021 у Wayback Machine.].
- Бойко М.; Дайс Е. Колесо гностицизма  [Архівовано 19 лютого 2018 у Wayback Machine.].
- Володарський Юрій. "Володимир Єшкілєв: «Я міг би стати магом» .
- Галіна М.С. Свидетель чупакабры .
- Голомідова Наталка. "Володимир Єшкілєв: «Я не став магом, але вмію передбачати майбутнє»  [Архівовано 18 лютого 2018 у Wayback Machine.].
- Голомідова Наталка. "Володимир Єшкілєв: «В тому, що тепер відбувається в Україні винні не масони, а їх відсутність»  [Архівовано 19 лютого 2018 у Wayback Machine.].
- Дроздов Остап; Володимир Єшкілєв: «Світу зграї нецікаві»  [Архівовано 19 лютого 2018 у Wayback Machine.].
- Друль О. Р. Філософська партизанка Володимира Єшкілєва .
- Карп'юк Василь. "Володимир Єшкілєв: «Я зараз роблю те, що мені цікаво»  [Архівовано 19 лютого 2018 у Wayback Machine.].
- Карп'як Олег. "Володимир Єшкілєв: в Україні немає масового читача  [Архівовано 7 серпня 2021 у Wayback Machine.].
- Корнелюк Інна. "Володимир Єшкілєв: «Нам кажуть, ото таке рожеве з товстим сраченям — щастя»  [Архівовано 3 листопада 2017 у Wayback Machine.].
- Микицей Марія: "Володимир Єшкілєв: «В українській фантастиці багато травматичної лірики»  [Архівовано 19 лютого 2018 у Wayback Machine.].
- Олексин Андрій. Володимир Єшкілєв: «Претендувати на те, щоб бути „сірим кардиналом“ всього літературного процесу України фактично неможливо»  [Архівовано 19 лютого 2018 у Wayback Machine.].
- Івано-Франківський оглядач: "Володимир Єшкілєв: «Ми живемо у час дефіциту ідей»  [Архівовано 19 лютого 2018 у Wayback Machine.].
- Пинчевская Богдана. «Владимир Ешкилев: дотянуться до простоты» .
- Интервью Анатолия Ульянова с украинским писателем Владимиром Ешкилевым  [Архівовано 19 лютого 2018 у Wayback Machine.].
- Ковтун Ростислав: «Володимир Єшкілєв відверто про жінок, магію, „Станіславський феномен“ та лінь»  [Архівовано 19 лютого 2018 у Wayback Machine.].
- Агенція новин Firtka: "Шеф-редактор альманаху «Мантикора» Володимир Єшкілєв: «Все поміняється, але книжка залишиться»  [Архівовано 19 вересня 2020 у Wayback Machine.].
- Філіпський А. Правила життя письменника. З журналістського допиту Володимира Єшкілєва .
- Хомишинець Лілія: "Володимир Єшкілєв: «Сучасна література — це всього лише деміургічні вправи»  [Архівовано 19 лютого 2018 у Wayback Machine.].
- Чаленко Александр: «Владимир Ешкилев: Распад Украины может привести к колоссальным подвижкам»  [Архівовано 19 лютого 2018 у Wayback Machine.].
- Володарский Юрий: "Владимир Ешкилев: «Современная литература — это великое побоище аферистов с маразматиками»  [Архівовано 19 лютого 2018 у Wayback Machine.].
- Святослав Отаман. Володимир ЄШКІЛЄВ: Україна впродовж усієї своєї історії була не оселею, а коридором… - Галичина. galychyna.if.ua. Архів оригіналу за 26 січня 2020. Процитовано 26 січня 2020.
- Володимир Єшкілєв: "Якщо прийде всесвітній пісєц, я хочу зустріти його в смокінгу і з келихом шампанського, а не в подертих трусах". Курс. 22 квітня 2019. Архів оригіналу за 26 січня 2020. Процитовано 26 січня 2020.
- Прокопенко І. (18 липня 2019). Володимир Єшкілєв: Кожен гетьман має свого прототипа в сучасній історії — Володимир Єшкілєв. Gazeta.ua (укр.). Архів оригіналу за 26 січня 2020. Процитовано 26 січня 2020.
- Прокопенко І. (16 липня 2019). Володимир Єшкілєв: Є країни-кімнати. Україна всю свою історію була коридором. Gazeta.ua (укр.). Архів оригіналу за 15 лютого 2020. Процитовано 26 січня 2020.
- Фіалко М., Том Перший - Володимир Єшкілєв про масонів, політичний памфлет і психологічні епідемії 1.06.19 (англ.), процитовано 26 січня 2020
- Володарський Юрій. Спецпроект «Убивці стереотипів». "Володимир Єшкілєв про Карпати". YABL (укр.). Архів оригіналу за 9 серпня 2021. Процитовано 9 серпня 2021.
- Микицей Марія (14 грудня 2020). Володимир ЄШКІЛЄВ: «Самобутність полягає не у варениках, шароварах і вишиванках, а у здатності зробити те, на що не спроможна жодна інша нація». Галицький Кореспондент (укр.). Архів оригіналу за 9 серпня 2021. Процитовано 9 серпня 2021.
- Сіліна Альона. 42 фантасти про Неймовірне, Літературу і Все Інше. Випуск 19: Володимир Єшкілєв. Зоряна Фортеця (рос.). Архів оригіналу за 18 квітня 2021. Процитовано 9 серпня 2021.
- Україна блукає в тумані провінційних міфів. Немає компетентної правлячої верстви - письменник. Gazeta.ua (укр.). 21 серпня 2020. Архів оригіналу за 27 серпня 2021. Процитовано 9 серпня 2021.
- «Ещё десять-пятнадцать лет и крупные города оторвутся от культурных якорей и шаблонов «советчины». Три вопроса к идеологу «станиславского феномена» Владимиру Ешкилеву. Huxleў (рос.). 5 серпня 2020. Архів оригіналу за 9 серпня 2021. Процитовано 9 серпня 2021.